# Cmentarz wojenny nr 278 – Jadowniki Podgórne

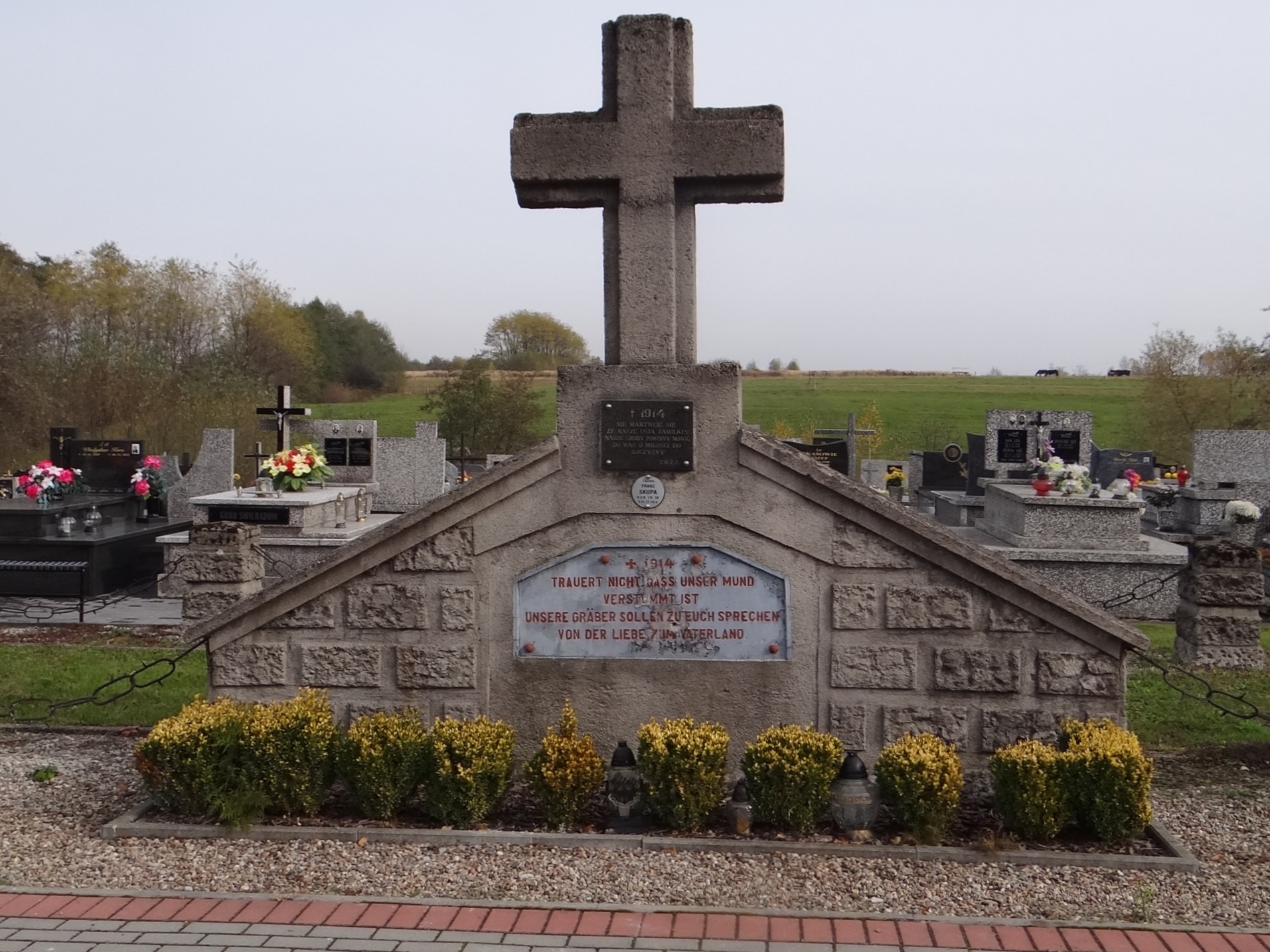
Pomnik

Cmentarz wojenny nr 278 – Jadowniki Podgórne – cmentarz z I wojny światowej znajdujący się we wsi Jadowniki w województwie małopolskim, w powiecie brzeskim, w gminie Brzesko. Jest jednym z 400 zachodniogalicyjskich cmentarzy wojennych zbudowanych przez Oddział Grobów Wojennych C. i K. Komendantury Wojskowej w Krakowie. W VIII okręgu brzeskim cmentarzy tych jest 52.

## Położenie
Znajduje się na cmentarzu parafialnym, naprzeciwko kościoła, po drugiej stronie drogi. Stanowi oddzielną kwaterę znajdującą się przy głównej alejce cmentarza.

## Historia
Pochowano tutaj żołnierzy armii austro-węgierskiej i rosyjskiej, którzy zginęli w walkach na okolicznych terenach w dniach 20–21 listopada 1914 roku. Był to okres porażek armii austriackiej, która pod naporem wojsk rosyjskich została wyparta, a Rosjanie obsadzili tereny wzdłuż linii kolejowej Przemyśl – Kraków i posunęli się na południe aż po linię kolejową Nowy Sącz – Limanowa – Mszana Dolna. Ogółem na cmentarzu w Jadownikach pochowano 77 żołnierzy, z nazwiska znanych jest 2. Wśród nich jest:
- 67 żołnierzy armii austro-węgierskiej
- 10 żołnierzy armii rosyjskiej[4].

## Opis cmentarza
Cmentarz zbudowano na planie prostokąta. Głównym elementem ozdobnym są trzy zwrócone w stronę alejki cmentarza betonowe ściany pomnikowe zwieńczone dużymi, również betonowymi krzyżami. Dwa krzyże są jednoramienne typu austriackiego, jeden dwuramienny typu rosyjskiego. Na środkowej ścianie jest duży napis w języku niemieckim, nad nim zamontowano tabliczkę z tłumaczeniem na język polski: 1914. Nie martwcie się, że nasze usta zamilkły. Nasze groby powinny mówić do was o miłości do ojczyzny. T. M. Z. J. Ogrodzenie cmentarza stanowią solidne betonowe słupki, pomiędzy którymi zawieszono masywne żelazne łańcuchy. Żołnierzy pochowano w zbiorowych mogiłach, teren nad nimi stanowi równy, wykoszony trawnik.

## Losy cmentarza
Austriacy budowali cmentarze wojenne jeszcze w czasie wojny, gdy po zwycięskiej bitwie pod Krakowem i bitwie pod Limanową wyprali Rosjan z tych terenów i front przesunął się dalej na wschód. Miały być one miejscem patriotycznych spotkań. Po II wojnie ranga cmentarza w świadomości społeczeństwa i ówczesnych władz jednak zmalała. Cmentarz ulegał w naturalny sposób niszczeniu. Dopiero w latach 80. zaczęła narastać świadomość potrzeby ochrony.
Cmentarz w Jadownikach zachowany jest w dobrym stanie. Został odnowiony, zamontowano tabliczkę z tłumaczeniem napisu na język polski, przed ścianami pomnikowymi zasadzono ozdobne rośliny.